# アリ・ライアソン
アリ・ライアソン（Ali Ryerson、1952年10月21日 - 、ニューヨーク市生まれ）は、クラシックとジャズの両方のバックグラウンドを持つフルート奏者であり、インストラクターでもある。
彼女は、ビリー・テイラー、ケニー・バロン、ステファン・グラッペリ、フランク・ウェス、レッド・ロドニー、ローリンド・アルメイダ、アート・ファーマー、マキシン・サリヴァン、ロイ・ヘインズ、そして（モントレー・ベイ・シンフォニーのプリンシパル・フルート奏者として）ルチアーノ・パヴァロッティを含む幅広いアーティストと共演し、ツアーを行ってきた。彼女はまた、自身の名前で数多くのアルバムをリリースしているほか、著名なギタリストのジョー・ベックとのデュオでもレコーディングを行っている。
ライアソンは、アメリカ、カナダ、ヨーロッパ、日本、アフリカをツアーし、モントレー・ジャズ・フェスティバル、ニューヨークのJVCジャズ・フェスティバル、コーク・ジャズ・フェスティバル、スコットランドのギネス・フェスティバル、スコットランドのエディンバラ・フェスティバルなど、多くの主要なジャズ・フェスティバル、およびカーネギー・ホールに出演している。

## ディスコグラフィ

### リーダー・アルバム
- Charles Loos/Ali Ryerson (1988年、European Music)
- Blue Flute (1992年、Red Baron)
- I'll Be Back (1993年、Red Baron)
- Portraits in Silver (1995年、Concord Jazz)
- In Her Own Sweet Way (1996年、Concord Jazz)
- Brasil: Quiet Devotion (1997年、Concord Jazz)
- Alto (1999年、DMP) ※with ジョー・ベック
- Django (2001年、DMP) ※with ジョー・ベック
- Music from West Side Story (2003年、Stanza USA)
- First Date (2003年、Capri) ※with Flutology[2]
- Soul Quest (2005年、Pact) ※with Steve Rudolph
- Jammin' at the Jazz Corner (2008年、Sweet Jazz)
- Con Brio (2011年、ACR)[3]
- Game Changer (2013年、Capri)